# 馬雷特努曼

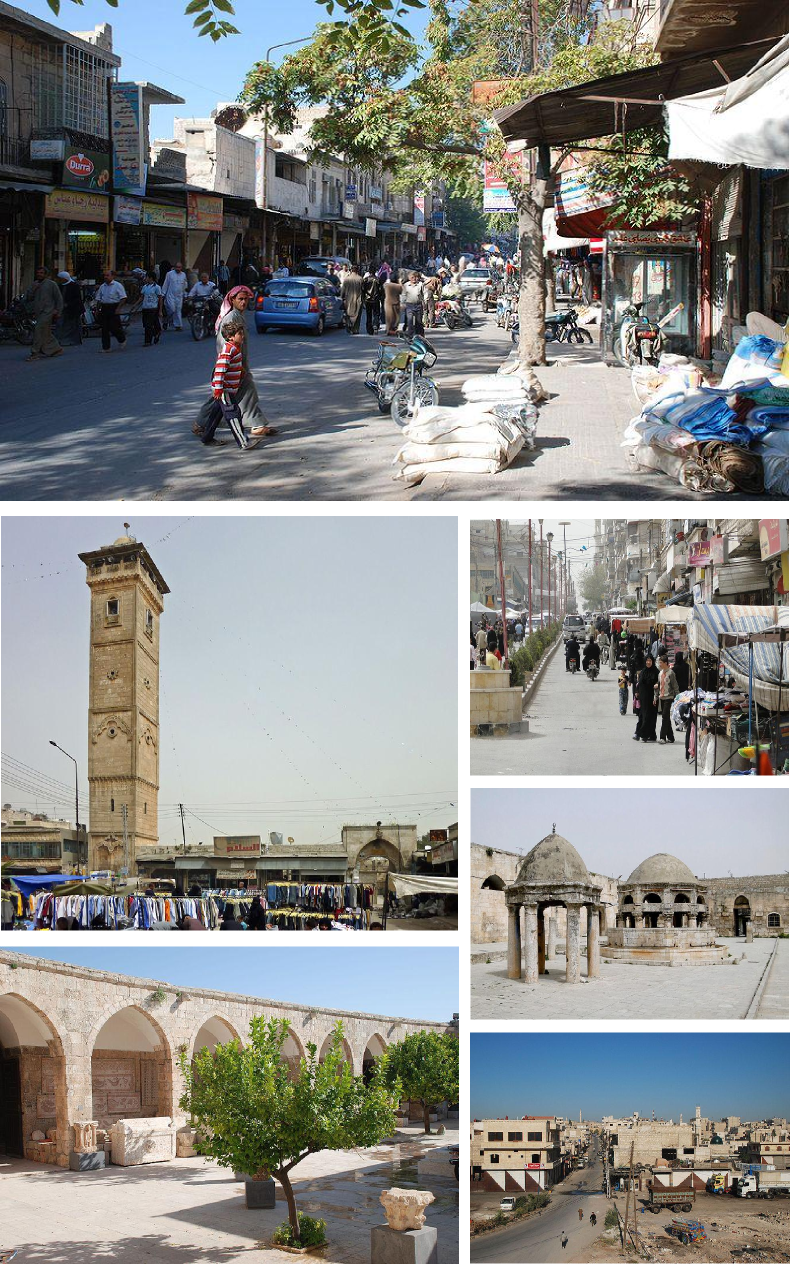

馬雷特努曼，或譯邁阿賴努阿曼，是敘利亞伊德利卜省的城市，位於該國西北部，海拔高度530米，2010年人口58,008。2005年12月8日，政府軍在該鎮與伊斯蘭教武裝分子發生衝突，造成8人死亡。
叙利亚内战期間，反對派於2012年10月攻佔馬雷特努曼。2020年1月，敘政府軍收復馬雷特努曼。

## 外部連結
- The Cannibals of Ma`arra at Utah Indymedia
- Encyclopedia of the Orient （页面存档备份，存于）
- （页面存档备份，存于）

35°38′19″N 36°40′18″E / 35.63861°N 36.67167°E